# Пинал (округ)
Пина́л (англ. Pinal County) — округ в штате Аризона, США. Официально образован в 1875 году. По состоянию на 2010 год, численность населения составляла 375 770 человек.

## География
По данным Бюро переписи США, общая площадь округа равняется 13 918,674 км2, из которых 13 897,954 км2 суша и 22,274 км2 или 0,200 % это водоемы.

## Население
По данным переписи населения 2000 года в округе проживает 179 727 жителей в составе 61 364 домашних хозяйств и 45 225 семей. Плотность населения составляет 13,00 человек на км2. На территории округа насчитывается 81 154 жилых строений, при плотности застройки около 6,00-ти строений на км2. Расовый состав населения: белые — 70,42 %, афроамериканцы — 2,76 %, коренные американцы (индейцы) — 7,81 %, азиаты — 0,60 %, гавайцы — 0,08 %, представители других рас — 15,66 %, представители двух или более рас — 2,67 %. Испаноязычные составляли 29,86 % населения независимо от расы.
В составе 29,80 % из общего числа домашних хозяйств проживают дети в возрасте до 18 лет, 56,90 % домашних хозяйств представляют собой супружеские пары проживающие вместе, 11,50 % домашних хозяйств представляют собой одиноких женщин без супруга, 26,30 % домашних хозяйств не имеют отношения к семьям, 21,10 % домашних хозяйств состоят из одного человека, 9,20 % домашних хозяйств состоят из престарелых (65 лет и старше), проживающих в одиночестве. Средний размер домашнего хозяйства составляет 2,68 человека, и средний размер семьи 3,09 человека.
Возрастной состав округа: 25,10 % моложе 18 лет, 8,70 % от 18 до 24, 27,30 % от 25 до 44, 22,70 % от 45 до 64 и 22,70 % от 65 и старше. Средний возраст жителя округа 37 лет. На каждые 100 женщин приходится 114,20 мужчин. На каждые 100 женщин старше 18 лет приходится 117,00 мужчин.
Средний доход на домохозяйство в округе составлял 35 856 USD, на семью — 39 548 USD. Среднестатистический заработок мужчины был 31 544 USD против 23 726 USD для женщины. Доход на душу населения составлял 16 025 USD. Около 0,00 % семей и 0,00 % общего населения находились ниже черты бедности, в том числе — 0,00 % молодежи (тех, кому ещё не исполнилось 18 лет) и 0,00 % тех, кому было уже больше 65 лет.